# Zoologická a botanická zahrada města Plzně
Zoologická a botanická zahrada města Plzně (zkracovaná často jako Zoo Plzeň) je zoologická a zároveň botanická zahrada v Plzni, druhá nejstarší zoo v České republice. Chová nejvíce druhů živočichů ze všech zoo v Česku, roce 2018 zde bylo chováno 1 192 druhů živočichů. Plzeňská zoo je nejnavštěvovanější turistickou atrakcí Plzeňského kraje a 4. nejnavštěvovanější zoo v České republice. Od roku 2007 překračuje pravidelně roční návštěvnost počet 400 000 osob. Pod tímto názvem působí od roku 1981, kdy se zoo a botanická zahrada sloučily a osamostatnily z Parku kultury a oddechu v Plzni.

## Historie

### Botanická zahrada
Podle jiných zdrojů v roce 1811 na nařízení císaře Františka I. a žádost opata, purkmistr Emanuel David nařídil upravit místo mezi hradbami a příkopem (naproti dnešní Studijní a vědecké knihovně) na gymnazijní botanickou zahradu. Zahrada byla zrušena v roce 1844, kdy se opat pro spory s vojenskou posádkou při užívání pozemku zahrady vzdal.
V roce 1899 byl jako botanická zahrada v Plzni upraven prostor v tzv. Královských sadech, kde bylo vysázeno 337 listnatých a 44 jehličnatých dřevin, včetně araukárií, jinanu, cedru, sekvojovce obrovského, liliovníku a korkovníku. Tyto dřeviny zde rostly ještě na konci 20. století. Tato zahrada byla používána pro výuku studentů, avšak brzy zanikla. Podobně skončily pokusy založit botanické zahrady u měšťanských škol (výuka druhého stupně) v Plzni. Plzeňský botanik František Maloch se pokoušel v roce 1926 založit ústřední botanickou zahradu, avšak návrh byl pro nedostatek finančních prostředků zastupiteli Plzně zamítnut.
Teprve v roce 1956, za komunistického režimu, byla na podnět Městského národního výboru v Plzni ustanovena komise pověřená založením botanické zahrady. V roce 1959 byla zahájena výstavba a zahrada byla zpřístupněna, částečně jako úprava bývalé soukromé zahrady, v roce 1961. Dlouholetým vedoucím a zakladatelem byl pan Miroslav Vaňousek.

### Zoo
Zoo v západočeské metropoli vznikla již v roce 1926 na břehu řeky Radbuzy (východně od Doudlevecké ulice) v městské části Jižní Předměstí. V roce 1940 byla krátce v soukromém nájmu. V 50. letech přešla pod vedení Národního výboru a po několika letech se stala součástí nového parku kultury a oddechu. V roce 1961 byla na původním území uzavřena kvůli infekci anthraxu. Od roku 1963 zoo působí v současném areálu na Lochotíně, kde se v roce 1981 sloučila se sousední botanickou zahradou.

## Popis
Členitý přírodní areál má rozlohu 21 ha a od roku 1996 je intenzivně přetvářen na zoogeografický biopark. Do té doby byla zahrada známa například velkou kolekcí plazů, chovem ocelota velkého a sovice sněžné, odchovy plameňáka chilského, hyeny žíhané nebo umělým odchovem kondora krocanovitého. Významný je československý prvoodchov anakondy velké (1984, zopakovaný i 1988), plameňáka chilského (1984) nebo kajmana žakaré (1980). Plameňák je proto od roku 2000 v logu zoo.

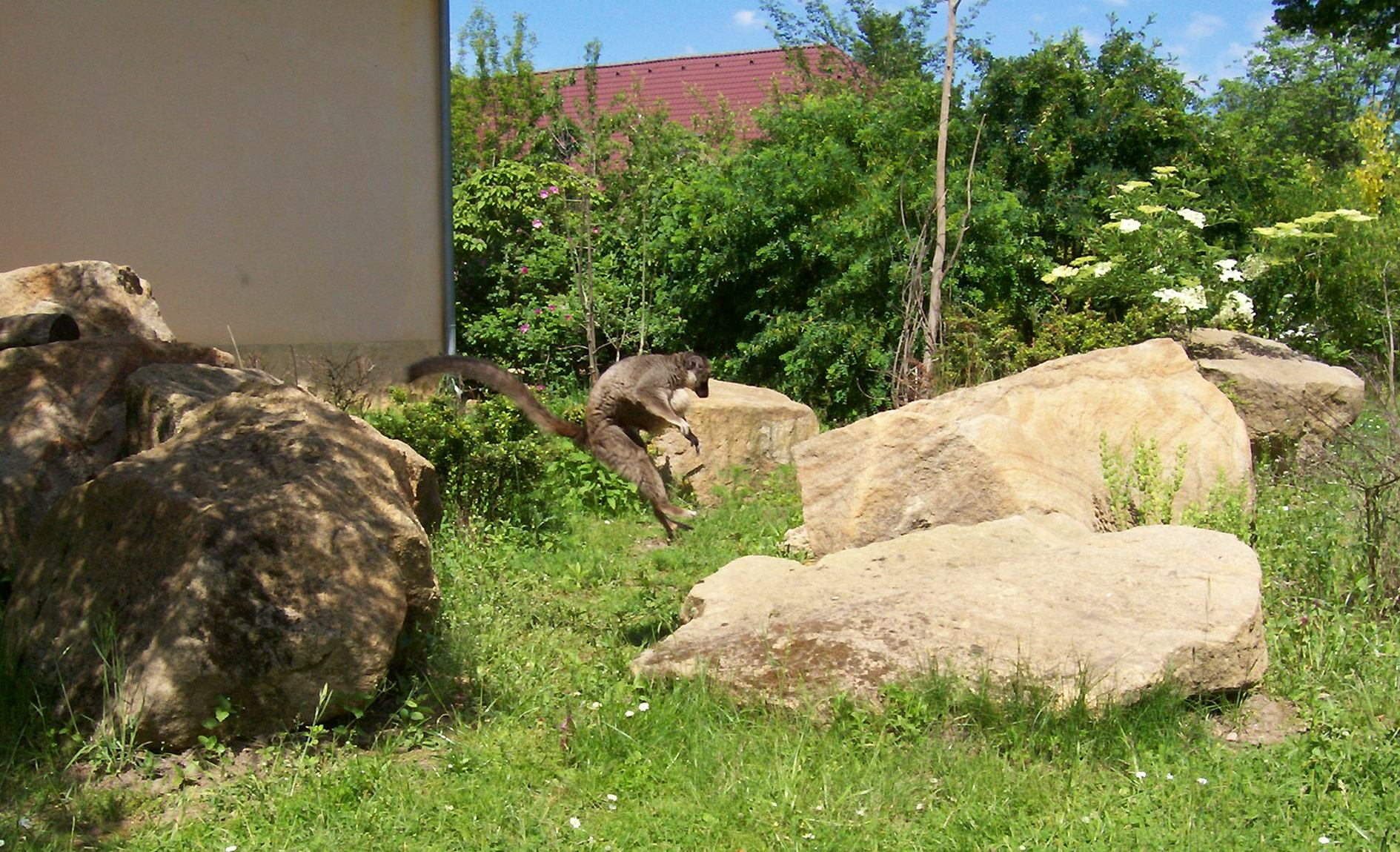
Lemur rudočelý

Po roce 1996 zanikla řada nemoderních výběhů a expozic, zvířata i rostliny začaly být rozmísťovány rovnoměrně po celém areálu, vznikla naučná stezka „Vývoj přírody ve čtvrtohorách“ s hektarovým lesním výběhem pro větší skupinu medvědů hnědých. Postupně přibývají vzácné a atraktivní druhy, z nichž je nejvýznamnější příchod mladého páru varanů komodských, nejmohutnějších ještěrů světa, v říjnu 1997. Celkově se kolekce vyšplhala na téměř 1100 taxonů živočichů zastoupených asi 7000 exempláři. Pro více než 45 z nich je veden Evropský záchranný program. Pozoruhodným údajem je skutečnost, že odhadem 70 % chovaných druhů se nevyskytuje v žádné jiné české ani slovenské zoo.

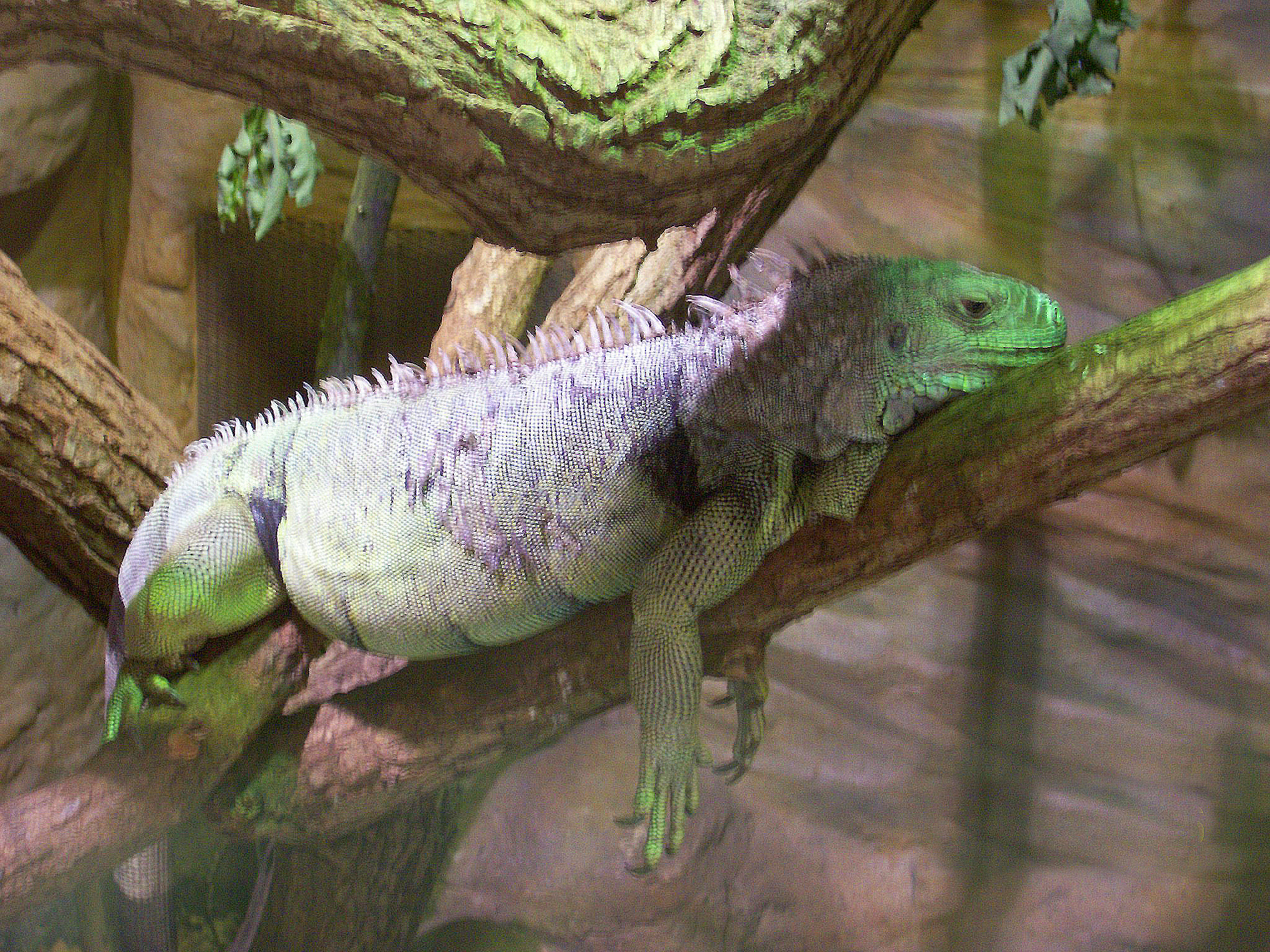
Leguán

Od února 2001 slouží po tříleté rekonstrukci expozice AKVA-TERA, což je samostatná expozice v centru Plzně v Palackého ulici, kde návštěvníci v biotopových smíšených nádržích poznají bezobratlé, ryby, obojživelníky a plazy.
Nový směr vývoje zoo je patrný například na prezentaci opic, kde místo původních pěti druhů v jediném pavilonu chová nyní zahrada více než 30 druhů rozložených asi na sedmi místech. Žádná opice již v podstatě neví, co je to mříž. Šimpanzi mají od léta roku 2000 k dispozici přírodní výběh s trávou, keři a stromy a současná skupina má proti původnímu páru již 6 členů; podobně ostrovní nebo přírodní výběhy mají giboni, guerézy angolské, makakové lví nebo lemuři vari a kata.
Také velké šelmy byly postupně ze společného pavilonu přemístěny do vlastních – svou „voliéru“ má levhart sněžný a ussurijští tygři a 800 m² rozsáhlou expozici, která nahradila řadu drobných klecí a výběhů, mají lvi berberští. Novou expozici získal rys kanadský nebo rys červený. Původní pavilon šelem byl v roce 2001 proměněn na africké nokturnárium nazvané „Tajemný svět africké noci“. Sousední budova, rovněž původně stodola, je od roku 2007 pavilonem "Madagaskar". Zde byl v roce 2016 dosažen prvoodchov lemura rákosového. V pavilonu je chováno mnoho druhů lemurů a madagaskarských šelem. V roce 2007 byl postaven první velký samostatný pavilon v celé historii plzeňské zoo - stáj zeber, antilop a dalších afrických kopytníků.

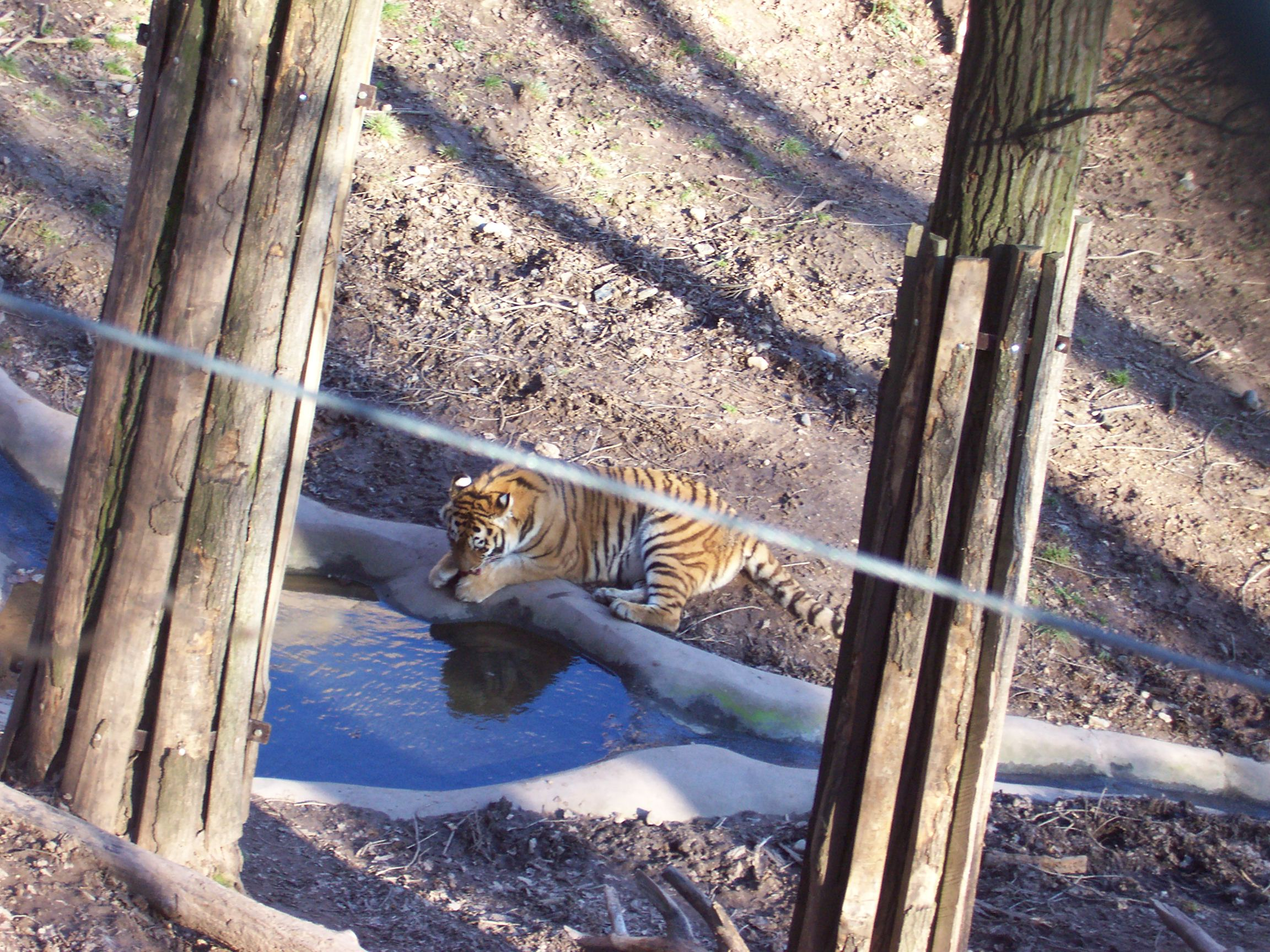
Výběh tygrů ussurijských

Zvláštností je zrekonstruovaný statek 19. století Lüftnerka s kolekcí domácích zvířat a 400 exponáty zemědělského náčiní. U něj byl v září 2008 veřejnosti zpřístupněn projekt „Česká řeka“, který představuje tok řeky Úhlavy. Deset akvárií je rozděleno do čtyř rybích pásem, v nichž žijí desítky druhů ryb – od sumce a štiky, přes candáty, okouny a kapry až po střevle, mihule či vranky.
Další zvláštností je pravěká osada sloužící jako archeologický skanzen prezentující stavby z doby kamenné, doby bronzové a doby železné. Osada byla založena roku 1999. Od roku 2010 v ní působí spolek Oživená (pre)historie, který zde provádí archeologické experimenty, ukázky pravěkých technologií a další popularizaci archeologie pro širokou veřejnost.
Milovníci rostlin si přijdou na své zejména v sukulentním skleníku s více než 1000 taxony polopouštních rostlin Starého světa, v kolekci plazů upoutají například krajty mřížkované, krokodýli siamští a velké želvy ostruhaté s téměř 600 odchovanými mláďaty, ale v neotropické části návštěvníci rádi sledují i dovádění nosálů na stromech nebo vydry říční ve vodě. Mezi nejpopulárnější obyvatele zahrady patří hejno tučňáků Humboldtových, kteří jsou každý den pro návštěvníky krmeni rybami z rukou ošetřovatelů. Exotičtí ptáci, savci a plazi jsou k vidění v nejstarším pavilonu plzeňské zoo, který se pro svůj tvar nejmenuje pouze „Tropický pavilon“, ale i pavilon „Z“. V roce 2007 zoo dosáhla světového prvoodochovu varana druhu Varanus macraei v prostředí zoologických zahrad.
Přelomový byl rok 2010, kdy se poprvé, díky dotaci EU, objevují v nových expozicích žirafy Rothschildovy, nosorožci indičtí, hrošíci liberijští či damani v dvou nově vzniklých pavilonech s africkou a indickou faunou. V roce 2014 byl odchován nosorožec indický Maruška, u tohoto druhu jako v 2. zoo v ČR, v roce 2017 samice Růženka.
V roce 2012 byla otevřena další unikátní expozice "Svět v podzemí", která vznikla rekonstrukcí německého objektu z doby 2. světové války a představuje různé typy podzemních prostor a jejich živé obyvatele. Později byla rozšířena o muzeální expozici slavné cestovatelské dvojice Jiří Hanzelka–Miroslav Zikmund s názvem „Past na rovníku“. Roku 2014 přibyly v zoo dva expoziční celky v rámci projektu Stopy člověka v přírodě - Amazonie a Mediterraneum (Středomoří).
V Tropickém pavilonu Z byla v roce 2015 otevřena expozice Království jedu, kde jsou chování nejjedovatější hadi a žáby světa. V roce 2018 v sousedství vznikla expozice Filipíny s motýly a krokodýly.
Rozsáhlá je také nabídka zahrady pro návštěvníky. Byla zde rozmístěna řada nápojových automatů a zřízeny restaurace Kiboko a Sibiřský srub, i prodejna Suvenýry u lemura.
Rozsáhlé investice, spolupráce se sousedním Dinoparkem a masivní reklamní kampaně vedou k růstu počtu návštěvníků. V roce 2011 šlo o rekordních 460 969 návštěvníků. V roce 2018 byl dosažen nový rekord - 481 773 osob.

## Pavilony a další stavby v zoo
Ředitelství zoo sídlí v obslužné budově amfiteátru v sousedství zoo.

### Pavilony
- Tropický pavilon (též Pavilon Z) – jedna z nejstarších staveb v zoo. Nachází se zde zázemí pro šimpanze učenlivé, velké želvy či lemury kata. Střední část pavilonu obsahuje expozice "Království jedu" a "Talarak". V nově rekonstruované části pavilonu se pak nachází expozice "Filipíny", navazující tematicky na expozici "Talarak": obě se věnují fauně Filipín. V expozici "Talarak" jsou k vidění například kriticky ohrožení zoborožci nebo dikobraz filipínský. V expozici "Filipíny" volně poletují tropičtí motýli, jsou zde domovem kriticky ohrožení krokodýli filipínští, agamy, varani či obří brouci nosorožíci. Expozice "Království jedu" představuje nejjedovatější hady či žáby světa. Součástí pavilonu je i restaurace/bufet "Zobání u zoborožce".
- Afrika v noci – pavilon s nočním režimem s malými africkými savci. Součástí pavilonu je i zázemí pro lvy berberské.
- Madagaskar – expozice madagaskarské fauny v prvním patře bývalé obslužní budovy. Je zde k vidění několik druhů lemurů, galidie a další madagaskarští savci a plazi. V přízemí budovy je obchod se suvenýry.
- Pralesy Afriky – průchozí pavilon na cestě v jižní části zoo. Zázemí pro hrošíky liberijské a gepardy. Ptáci okolí vod a břehů, vlhy.
- Africko-asijský pavilon – tento velký pavilon je především zázemím pro velké savce a ptáky Afriky a Asie: nosorožce, žirafy, pštrosy, antilopy a zebry. Návštěvníci zde však ve veřejnosti přístupné části také mohou spatřit damany, rypoše lysé, zástupce afrického hmyzu či jihoamerické kolibříky (kolibřík Amaziliin).
- Sibiřský les – malý pavilonek s volně létajícími ptáky.
- Amazonie – pavilon věnovaný fauně Amazonie, především drápkatým opičkám (tamaríni, kosmani, mirikiny, lvíček zlatý). Jsou zde k vidění také kuanduové nebo pásovci.
- Mediterraneum – průchozí expozice středomořské fauny.
- Sonora – pavilon věnovaný fauně Sonorské pouště.

### Další stavby
- Statek Lüftnerka – rekonstruované budovy bývalého statku. Je zde restaurace a environmentální centrum. Chov domácích zvířat: kůň, kráva, prase, kachny, králíci, nutrie, holubi. Na půdě bývalé stodoly chov sov.
- Svět v podzemí – expozice v objektu bývalých vojenských válečných krytů německé armády. V prvním patře vstupní budovy je stálá expozice "Past na rovníku" věnovaná cestám Jiřího Hanzelky a Miroslava Zikmunda. V blízkosti vstupního objektu je umístěn tank M4 Sherman, který se zúčastnil osvobozování Plzně v roce 1945.
- Sukulentní skleník – veřejnosti přístupný skleník se sukulentními rostlinami, především z Madagaskaru. Jsou zde také k vidění drobní plazi domovem v této oblasti.
- Sibiřský srub – občerstvení pod výběhem tygrů ussurijských.

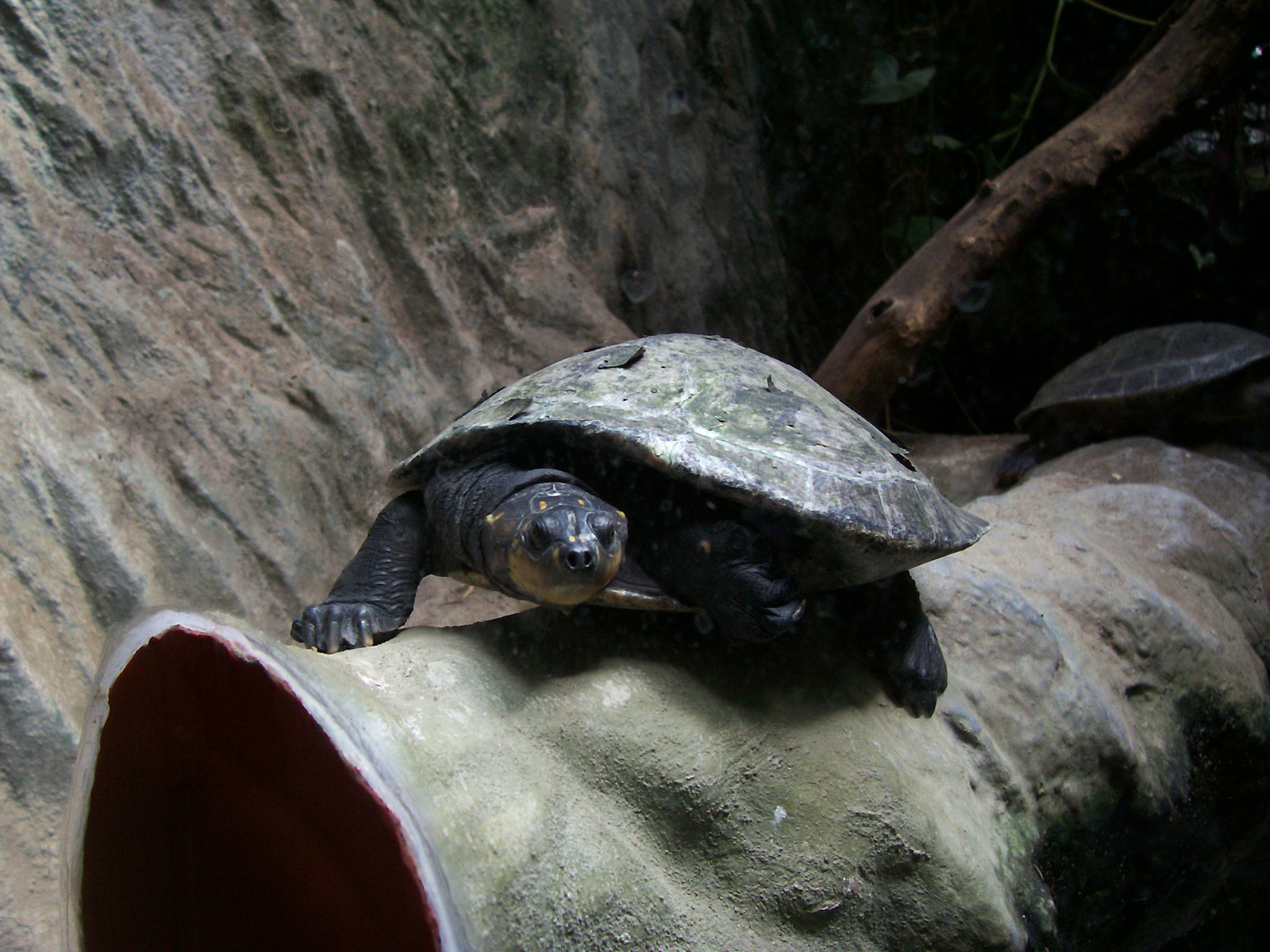
Želva
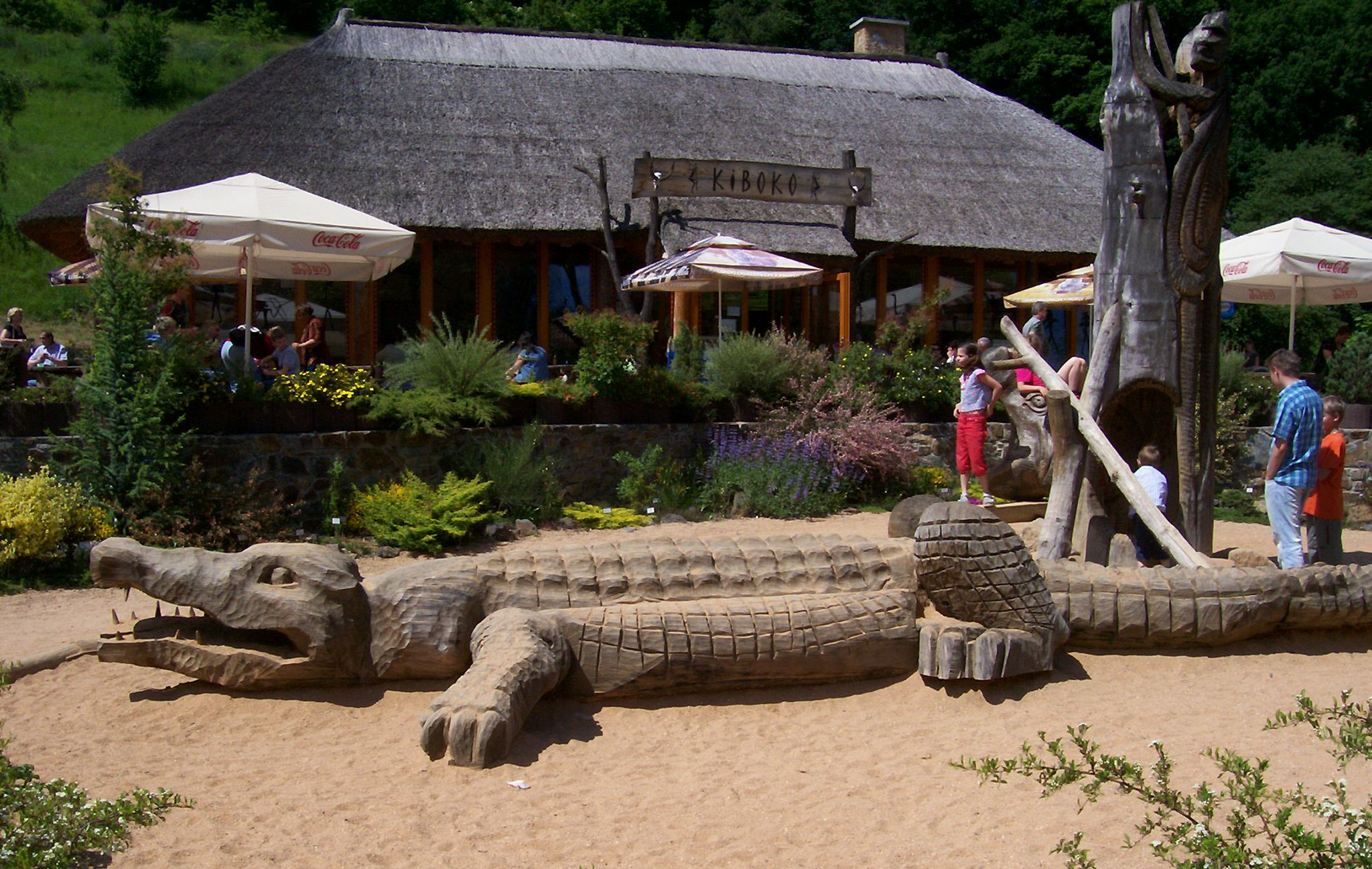
Restaurace Kiboko – restaurace v sousedství pavilonu Madagaskar.
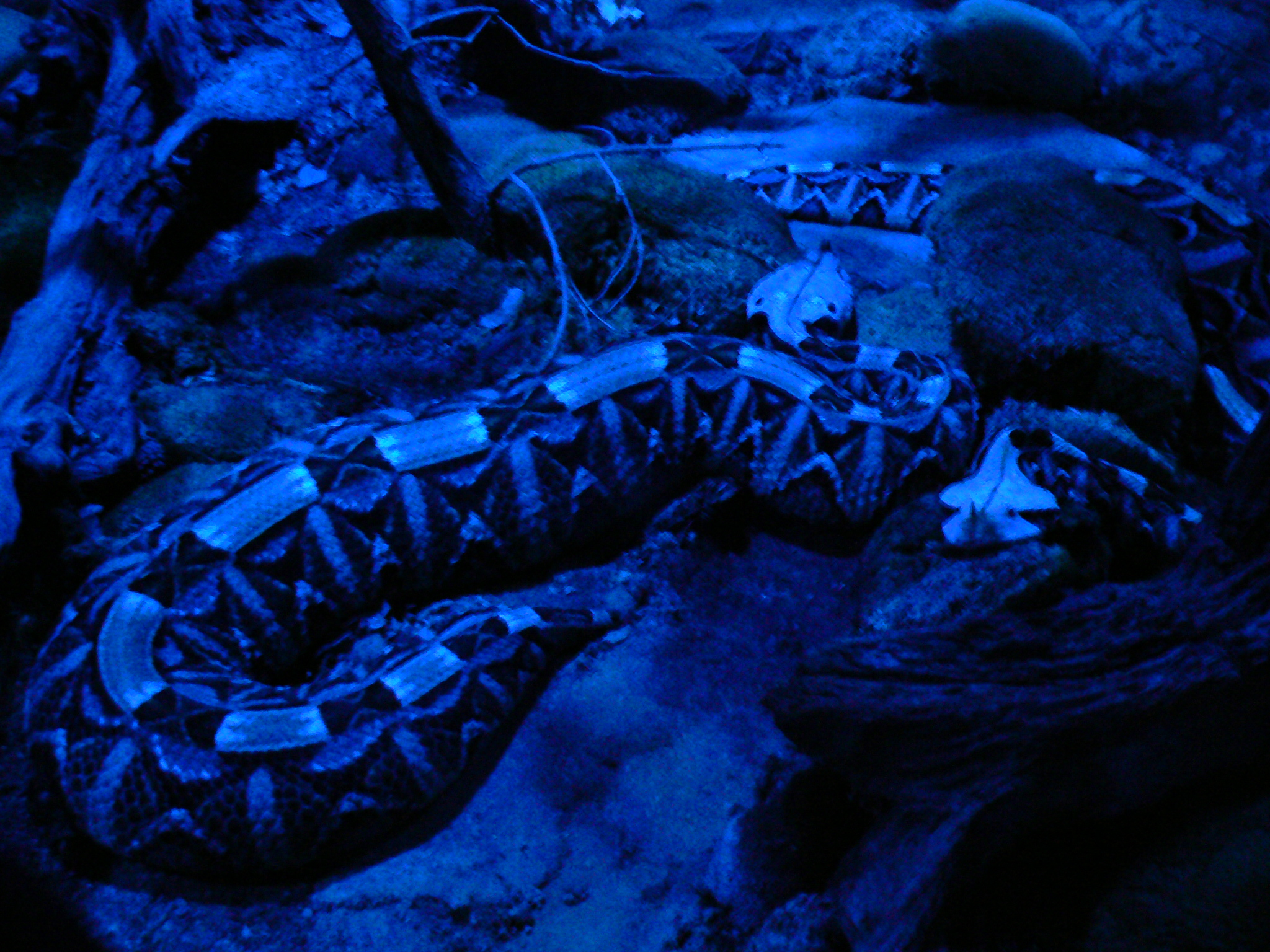
Zmije gabunská
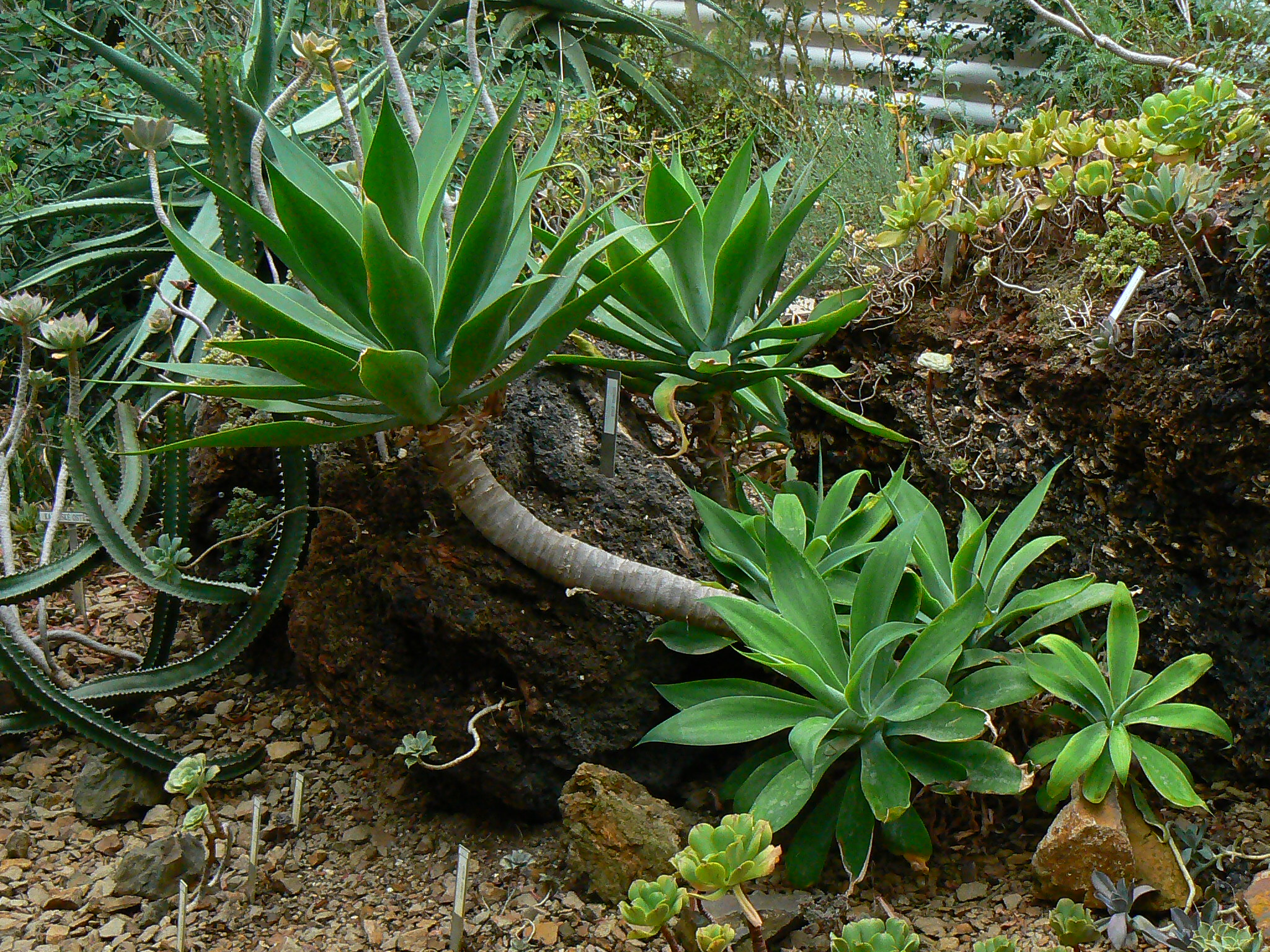
V zoo nejsou jen zvířata
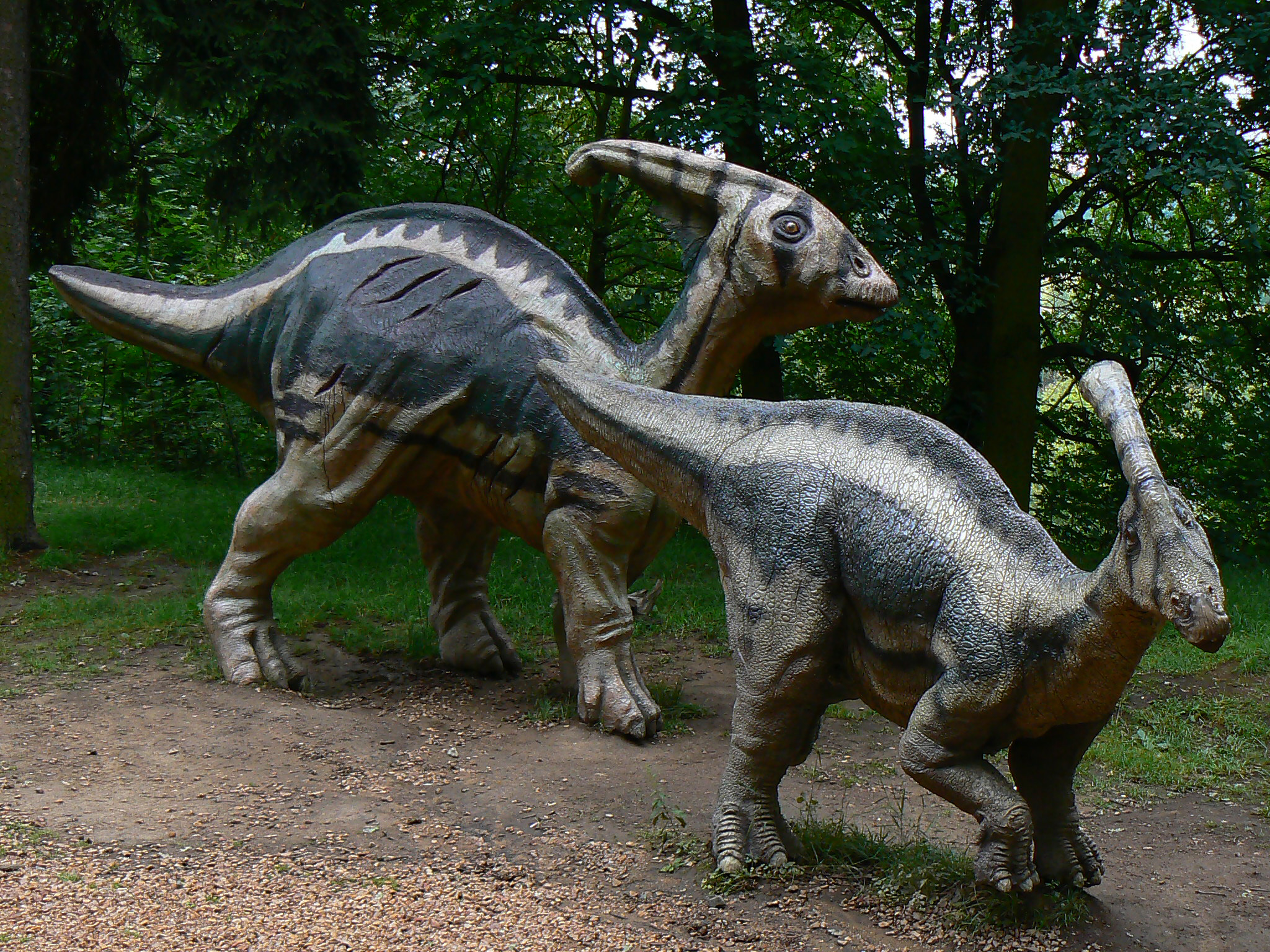
V plzeňské zoo najdete i Dinopark
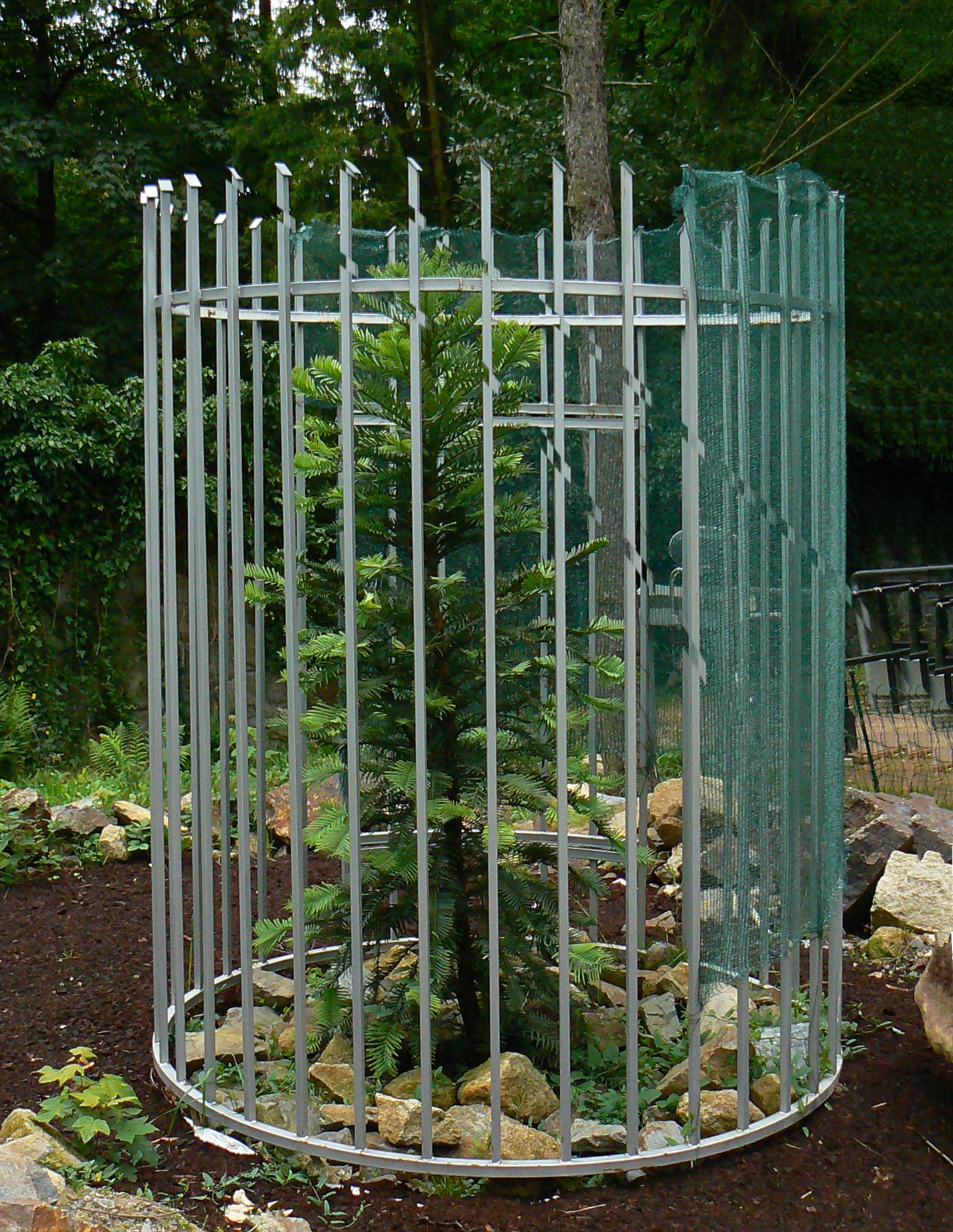
Wollemia nobilis – vzácná druhohorní rostlina
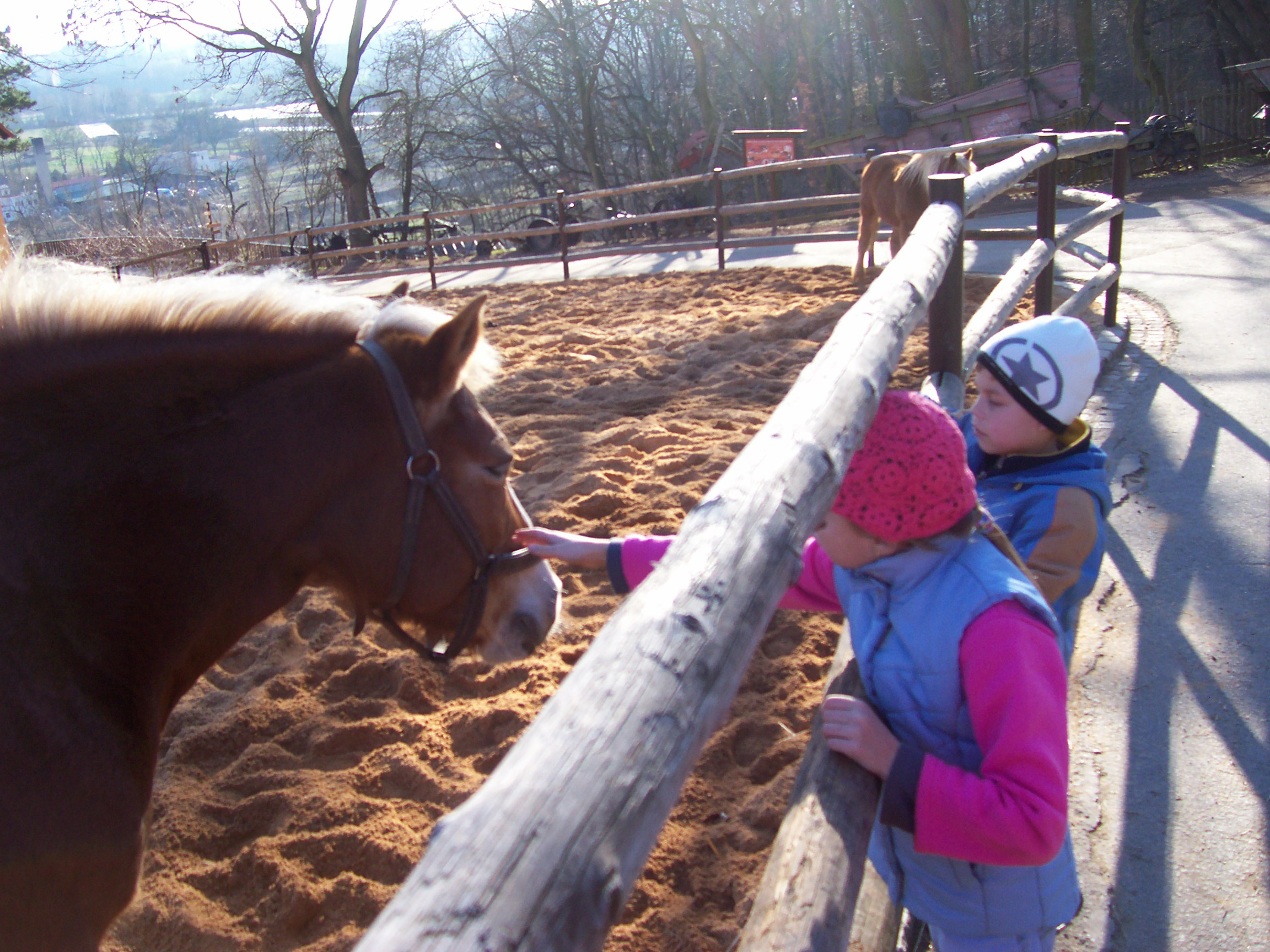
Koně na statku Lüftnerka
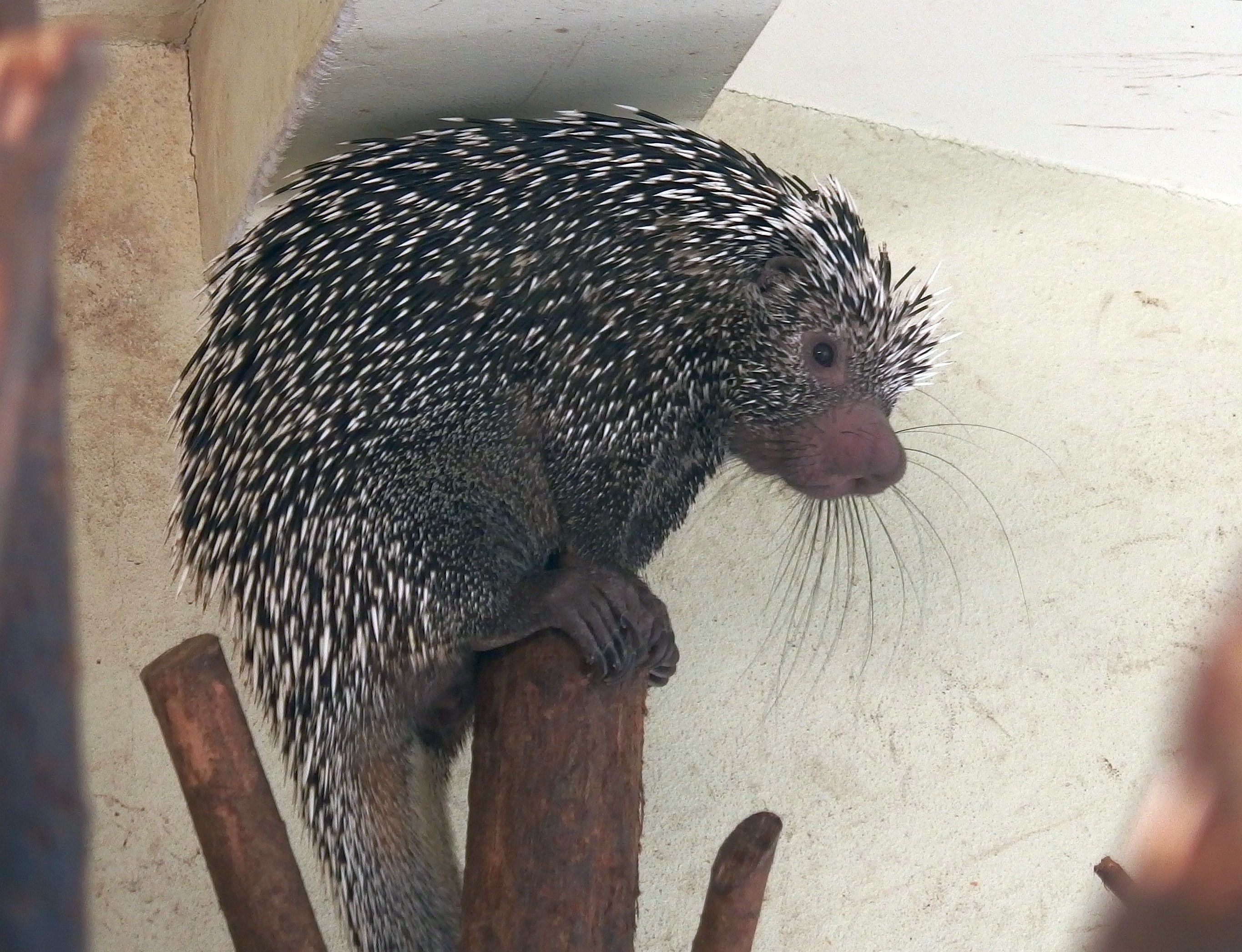
Kuandu obecný v pavilonu Amazonie